# Europa (quartiere)

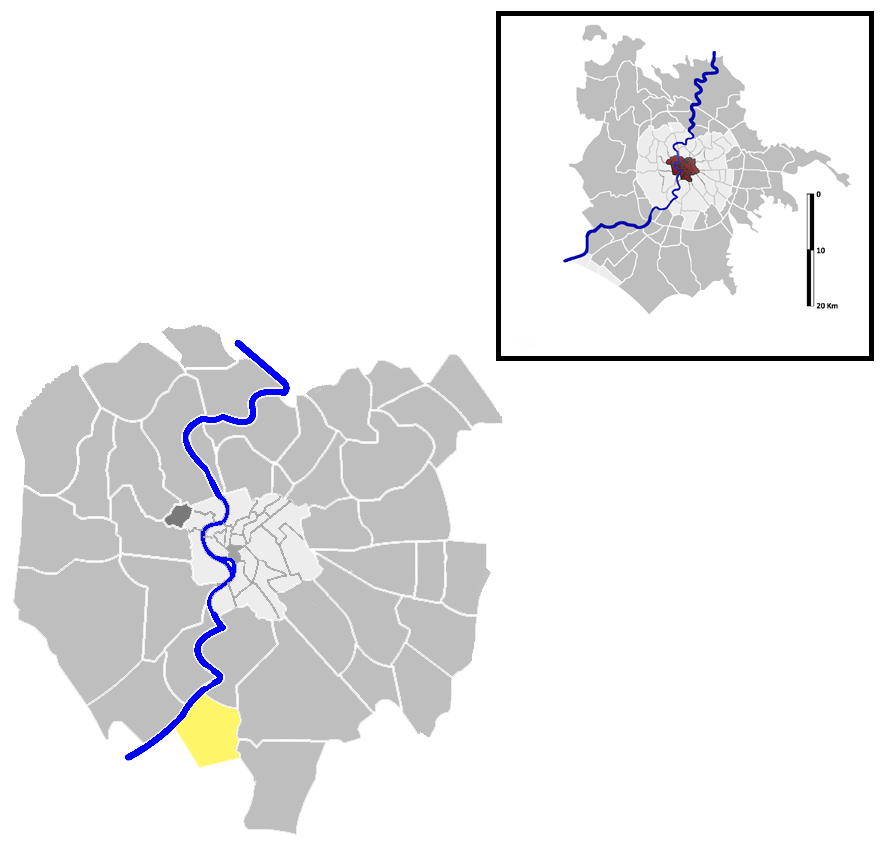
Quartiere Europa

Europa é o trigésimo-segundo quartiere de Roma e normalmente indicado como Q. XXXII. Seu nome é uma referência ao complexo arquitetônico conhecido como EUR, construído para a Exposição Universal de 1942 que seria realizada no local, mas que jamais ocorreu por conta da irrupção da Segunda Guerra Mundial. No território deste quartiere se estende a zona urbana 12A, cujo nome é EUR, da região metropolitana de Roma Capitale.

## Geografia

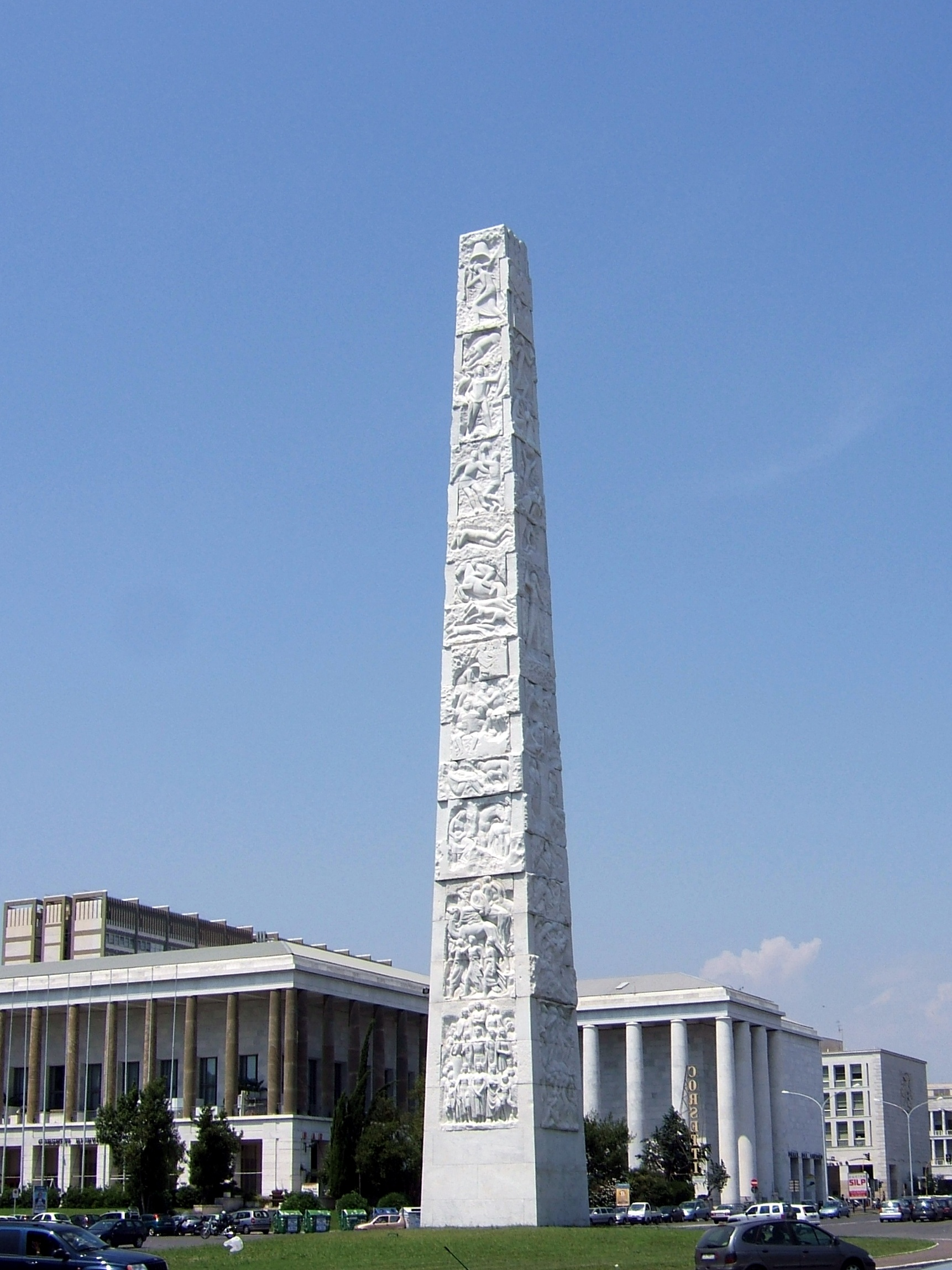
Obelisco Novecento.

O quartiere Europa fica na região sul da cidade, do lado interno do Grande Raccordo Anulare, entre o rio Tibre a oeste e a Via Laurentina a leste. É atravessada de norte a sul pela Via Cristoforo Colombo. Suas fronteiras são:
- ao norte está o quartiere Q. X Ostiense, separado pelo Viadotto della Magliana, do Tibre até a Viale di Val Fiorita em linha reta, por um trecho desta última até a Via delle Tre Fontane e desta até a Via Laurentina.
- a leste estão os quartieres Q. XX Ardeatino, separado pela Via Laurentina, da Via delle Tre Fontane até a Via di Vigna Murata, e Q. XXXI Giuliano-Dalmata, separado pela Via Laurentina, da Via di Vigna Murata até a Viale dell'Umanesimo.
- ao sul está a zona Z. XXIV Fonte Ostiense, separada pela Viale dell'Umanesimo, da Via Laurentina até a Viale dell'Oceano Atlantico e desta última até a Via Cristoforo Colombo.
- a sudoeste está a zona Z. XXVII Torrino, separada pela Viale dell'Oceano Pacifico, da Via Cristoforo Colombo até o Tibre em linha reta.
- a oeste está o subúrbio S. VII Portuense, separado pelo Tibre, da Via Cristoforo Colombo até o Viadotto della Magliana.

## História
O quartiere como um todo e o complexo da EUR em particular é célebre por sua arquitetura racionalista na qual foi concebido e construído. A Exposição Universal de Roma, que seria realizada em 1942 para celebrar os vinte anos da Marcha sobre Roma, acabou cancelada por causa da Segunda Guerra Mundial e toda o complexo, ainda em construção, só foi completado anos mais tarde. A ser construído na área do Agro Romano coberta pela Condotta Sanitaria X Laurentina ("C.S. X"), o projeto foi apresentado e aprovado em 1938 por Marcello Piacentini e seu modelo é inspirado, seguindo a ideologia fascista, na urbanística clássica romana, mas com elementos do racionalismo italiano. Na área onde hoje está o 'PalaLottomatica (o antigo Palazzo dello Sport), o arquiteto Adalberto Libera, na década de 1930, havia previsto também a construção de um grande arco ("Arco di Libera") que marcaria a entrada no complexo da exposição pelo lado sul. As obras nesta estrutura ainda não estava iniciada quando começou a Segunda Guerra e foi cancelada. Nas décadas seguintes e especial na década de 2000 muito se falou sobre uma retomada do projeto original de construção do arco, o que sempre provoca polêmicas. Não apenas pela falta de um projeto detalhado da época, mas também pela viabilidade técnica dada a presença do PalaLottomatica no local.
A construção do quartiere só foi terminada no final da década de 1950 por causa das obras para os Jogos Olímpicos de Roma (1960), completando a infraestrutura como o Palazzo dello Sport, projetado por Pier Luigi Nervi e Marcello Piacentini e o Velódromo Olímpico, além da moderna estrutura do pequeno lago (conhecido como Laghetto del Cannocchiale), de característica forma geométrica, e da área verde no entorno (Parco Centrale del Lago). Oficialmente, o bairro foi transformado em quartiere em 13 de setembro de 1961 com a denominação provisória de "Q. XXXII - E.U.R.", um acrônimo que significa "Esposizione Universale di Roma". Mais tarde, em 5 de maio de 1965, o nome foi alterado para "Europa".
Atualmente, ali fica a sede do mais importante centro financeiro e de serviços da capital e um dos maiores da Itália, com a presença de diversas sedes de bancos italianos, entre os quais UniCredit, BNL, Fideuram - Intesa Sanpaolo Private Banking, Poste italiane além da presença de edifícios e escritórios públicos e privados, como os do INPS, do Ministero dello sviluppo economico, da Eni e vários outros, e um pólo de concentração de museus, sendo atualmente a região mais importante da cidade do ponto de vista econômico. Na década de 2010, estavam em curso no EUR vários projetos de requalificação urbana, como o Nuovo Centro Congressi, de Massimiliano Fuksas, já conhecido como "Nuvola", e o Mediterraneum, onde ficava o tradicional Aquário de Roma, e que servirá como um centro de exposições permanentemente chamado "Expo", um ponto de encontro entre a pesquisa científica e público. Além disto, está em fase final o Eurosky Business Park, um centro comercial no interior do qual estão incluídos vários edifícios famosos, entre eles a Torre Europarco (120 metros) e a Torre Eurosky (155 metros). Desde 2018, Europa abriga ainda o EPrix di Roma da categoria Fórmula E.

## Vias e monumentos
- LunEur
- Obelisco Novecento
- Via Cristoforo Colombo
- Via Laurentina

## Edifícios

### EUR
Edifícios originais
- Archivio Centrale dello Stato
- Museo della civiltà romana
- Palazzo della Civiltà Italiana ("Colosseo quadrato")
- Palazzi dell'INA e dell'INPS
- Palazzo delle Poste, Telegrafi e Te.Ti
- Palazzo dei Ricevimenti e dei Congressi
- Palazzo ex Ristorante Ufficiale dell'Ente EUR
- Palazzo Uffici
- Parco Centrale del Lago

Edifícios construídos para os Jogos Olímpicos de 1960
- Palazzo ENI (Palazzo di Vetro)
- PalaLottomatica (antigo Palazzo dello Sport)
- Piscina delle Rose
- Serbatoio Idrico (conhecido como "il Fungo")
- Stadio Tre Fontane
- Torri delle Finanze[2].
- Velódromo Olímpico de Roma (demolido).

### Outros edifícios
- Eurosky Business Park
- Museo storico della comunicazione
- Museo nazionale dell'Alto Medioevo
- Museo nazionale preistorico etnografico Luigi Pigorini
- Museo nazionale delle arti e tradizioni popolari
- Museo della civiltà romana
- Palazzo INA
- Planetario e museo astronomico
- Ospedale Sant'Eugenio
- Torre Europarco
- Torre Eurosky

### Igrejas
- Cappella della Casa Generalizia dei Fratelli Maristi
- Santi Pietro e Paolo (EUR)
- Santa Maria del Terzo Millennio alle Tre Fontane
- San Gregorio Barbarigo